# Roberto Visentini
Pour les articles homonymes, voir Visentini.
Roberto Visentini né le 2 juin 1957 à Gardone Riviera (Lombardie) est un coureur cycliste italien, professionnel de 1978 à 1990.

## Biographie
Roberto Visentini est le fils d'un riche industriel en pompes funèbres.
Il remporte le Tour d'Italie 1986 après avoir précédemment porté quelques jours le maillot rose pendant les éditions de l'épreuve de 1980, 1981 et 1985.

## Palmarès sur route

### Palmarès amateur
- 1975
  -  Champion du monde sur route juniors
  -  Champion d'Italie sur route juniors
  - Gran Premio Palio del Recioto
- 1976
  - Trento-Monte Bondone
  - Trophée Amedeo Guizzi
  - Trophée Duriff
  - 3e du Giro dei Tre Laghi
  - 3e de la Coppa Varignana
- 1977
  -  Champion d'Italie du contre-la-montre amateurs
  - 3e du Tour de l'Avenir

### Palmarès professionnel
- 1978
  -  Classement du meilleur jeune du Tour d'Italie
  - Cronostaffetta :
    - Classement général
    - 1reb étape (contre-la-montre)

  - 3e du Tour de Romagne
- 1979
  - 3e du Tour de Romagne
  - 3e de la Ruota d'Oro
  - 10e du Tour d'Italie
- 1980
  - Prologue et 16eb étape (contre-la-montre) du Tour d'Espagne
  - 3e du Tour de Sardaigne
  - 9e du Tour d'Italie
- 1981
  - Classement général du Tour du Trentin
  - 6e du Tour d'Italie
- 1982
  - Trophée Baracchi (avec Daniel Gisiger)
  - 8e du Tour de Suisse
- 1983
  - Classement général de Tirreno-Adriatico
  - Ruota d'Oro :
    - Classement général
    - Prologue

  - 22e étape du Tour d'Italie (contre-la-montre)
  - 2e du Tour d'Italie
  - 2e du Tour du Pays basque
  - 7e du Tour de Romandie
- 1984
  - 6e étape de Tirreno-Adriatico (contre-la-montre)
  - Prologue du Tour du Trentin
  - 13e étape du Tour d'Italie
  - 3e de Tirreno-Adriatico
- 1986
  - Tour d'Italie : 
    -  Classement général
    - 6e étape

  - Milan-Vignola
  - 2e du championnat d'Italie sur route
  - 2e du Tour de Toscane
  - 2e du Tour de Campanie
  - 7e de Tirreno-Adriatico
- 1987
  - Prologue et 13e étape (contre-la-montre) du Tour d'Italie
  - 2e du Tour des Pouilles

### Résultats sur les grands tours

#### Tour de France
3 participations
- 1984 : abandon (14e étape)
- 1985 : 49e
- 1988 : 22e

#### Tour d'Italie
12 participations
- 1978 : 15e,  vainqueur du classement du meilleur jeune
- 1979 : 10e
- 1980 : 9e, vainqueur du prologue et de la 16eb étape (contre-la-montre),  maillot rose pendant 7 jours
- 1981 : 6e,  maillot rose pendant 1 jour
- 1982 : abandon (12e étape)
- 1983 : 2e, vainqueur de la 22e étape (contre-la-montre)
- 1984 : 18e
- 1985 : non-partant (19e étape),  maillot rose pendant 8 jours
- 1986 :  Vainqueur du classement général, vainqueur de la 6e étape,  maillot rose pendant 7 jours
- 1987 : non-partant (22e étape), vainqueur du prologue et de la 13e étape (contre-la-montre),  maillot rose pendant 3 jours
- 1988 : 13e
- 1990 : 26e

#### Tour d'Espagne
2 participations
- 1980 : 15e, vainqueur du prologue et de la 16eb étape (contre-la-montre),  maillot amarillo pendant 5 jours
- 1990 : abandon (17e étape)

## Palmarès sur piste

### Championnats du monde
- Besançon 1980
  - 7e de la poursuite

### Championnats d'Italie
- 1979
  -  Champion d'Italie de poursuite
- 1980
  - 2e de la poursuite

## Distinctions
- Mémorial Gastone Nencini (révélation italienne de l'année) : 1978